# Eddy Sylvestre
Eddy Sylvestre, né le 29 août 1999 à Aubagne (Bouches-du-Rhône)
, est un footballeur franco-algérien qui évolue au poste de milieu offensif ou d'ailier droit au Grenoble Foot 38.

## Biographie
Eddy Sylvestre naît le 29 août 1999 à Aubagne. Il débute le football avec le club AS Gémenos .En 2012, il rejoint l'académie de l'Olympique de Marseille. Il fait ses débuts avec l'équipe réserve le 13 août 2016, lors d'une victoire 2-0 face à l'AS Monaco II, et inscrit à cette occasion son premier but à ce niveau.
En juillet 2017, il rejoint l'OGC Nice où il joue une saison avec l'équipe réserve. Il fait ses débuts professionnels avec l'équipe première le 22 décembre 2018, en remplacement d'Adrien Tameze à la 67e minute lors d'une défaite 2-0 contre le RC Strasbourg. 
Le 31 août 2019, il est prêté à l'AJ Auxerre. Il joue son premier match avec le club auxerrois le 13 septembre, face au FC Chambly, où il se met en évidence en marquant un but (victoire 1-4). Il finit la saison avec seize matchs et deux buts.
Le 5 octobre 2020, il rejoint le club belge du Standard de Liège contre une somme de 300 000 €. Il joue son premier match en Jupiler Pro League lors d'une défaite 2-0 contre Saint-Trond le 25 octobre.
La saison suivante, il retrouve la Ligue 2 en étant prêté au Pau FC. Après une saison aboutie, il signe définitivement dans le club béarnais jusqu'en 2024.
Sylvestre inscrit son premier but sous le maillot des Maynats le 15 avril 2023 au Stade Auguste-Bonal, face au Football Club Sochaux-Montbéliard lors d'un match décisif pour le maintien du club béarnais.
Le 4 juillet 2023, le joueur formé à l'OM puis à l'OGCN, signe au Grenoble Foot 38 et déclare : "J’ai été séduit par le projet du GF38, qui progresse chaque saison avec ambition et c’est ce que je cherchais aussi. De plus, le club était vraiment derrière moi et m’a témoigné de la confiance et c’est important à mes yeux. Mon profil sur le terrain correspond à quelqu’un qui aime bien jouer au ballon, combiner avec ses coéquipiers et qui n’a pas peur de perdre un ballon pour jouer vers l’avant. Mon objectif sera de me faire plaisir car le reste suivra ensuite. Je ne me donne pas de limites si ce n’est de tout casser pour emmener le club le plus haut possible."
Après une première saison 2023-2024 au Grenoble Foot 38 lors de laquelle il lui sera difficile de se mettre en évidence malgré son talent, il entre en jeu et marque son premier but en Ligue 2 BKT le 3 janvier 2024 contre Bastia (Victoire 3-2) et participe activement à la victoire de son équipe.